# Joop Keizer (sporter)
Johannes Petrus (Joop) Keizer (Amsterdam, 11 juni 1941) is een voormalige Nederlandse ultraloper en triatleet. Hij liep ongeveer 40 halve en 50 hele marathons. Zesmaal liep hij de Ronde van de Haarlemmermeer van 61 km, ook wel de Schipholloop genoemd, tienmaal een loop van 100 km en drie hele triatlons.

## Levensloop

### Jeugd
Keizer werd geboren in het centrum van Amsterdam. Tijdens de Tweede Wereldoorlog verhuisde hij naar een volksbuurt in Amsterdam-Noord. Geïnspireerd door Emil Zátopek, die hij op elfjarige leeftijd op het bioscoopjournaal zag, werd hij lid van de atletiekafdeling van de sportclub De Volewijckers. Dit was echter van korte duur, daar de jeugd in die tijd absoluut niet meer dan 60 meter mocht hardlopen. Gelijk na zijn veertiende verjaardag ging Joop, als oudste van het grote gezin, aan de slag als fabrieksarbeider. Na werktijd reed hij een krantenwijk van zeventien kilometer. Om zo het geld terug te verdienen voor zijn allereerste fiets. Op zijn zeventiende stopte hij met roken en werd hij opnieuw lid van De Volewijckers. De sportclub was op dat moment in een afscheidingsprocedure verwikkeld en ging over in atletiekvereniging A.V. Atletika, wat later ATOS werd na een fusie met O.S.V..
De allereerste wedstrijd van Joop Keizer was op 1 februari 1959 de nationale Bosloop in Leiden. Hij werd zevende. Het zou het begin worden van een lange carrière als hardloper.
In 1960 brak hij door bij de junioren A met voor die tijd enkele aansprekende prestaties. Zo werd hij onder meer Amsterdams en Westfries veldloopkampioen en behaalde hij een bronzen medaille bij de Nederlandse jeugdkampioenschappen.

### Militair kampioen
Tijdens zijn militaire diensttijd in 1961 en 1962 wist Joop Keizer zijn vorm te behouden. Zo werd hij in 1962 militair kampioen op de 1500 m, waarbij hij de Nederlandse kampioen op de 10.000 m 1961 Frans Künen in de eindsprint versloeg. Eind 1962 werd Keizer in het Militair Hospitaal in Utrecht aan zijn rechterbeen geopereerd. De operatie was noodzakelijk vanwege een aangeboren spatader, die over de gehele lengte van zijn been, van lies tot enkel, werd verwijderd. Na deze operatie werd hem door de artsen medegedeeld, dat hij na verloop van tijd weliswaar weer mocht sporten, maar dat de bloedtoevoer onvoldoende zou zijn om ooit nog topprestaties te leveren. Het jaar erop was Keizer alweer op zijn oude niveau teruggekeerd.
In 1967 trouwde Joop Keizer met zijn vrouw Anke en verhuisden ze van Amsterdam-Noord naar Scharwoude, een dorpje aan het IJsselmeer, vlak onder Hoorn. Hij werd daar lid van AV Hollandia. In de daaropvolgende jaren ontwikkelde Joop Keizer een geheel eigen wijze om zijn hardlooptraining te combineren met zijn gezinsleven en zijn tweede grote hobby, de watersport. In het weekend laadde hij zijn gezin in zijn boot en voer er vervolgens vanuit Edam mee naar zo maar een haven in Nederland. Daar liet hij dan boot en gezin achter en ging hardlopend terug naar huis om vervolgens met de auto zijn gezin weer op te halen. Het volgende weekend werd de achtergebleven boot weer opgehaald, waarna het gehele ritueel zich opnieuw in omgekeerde volgorde afspeelde. Het was Keizers manier om de eentonige looptraining plezieriger en gevarieerder te maken.

### Eerste Nederlander op de 100 km
Met nog altijd Zatopek in zijn achterhoofd legde Keizer zich gaandeweg toe op het lopen van steeds langere afstanden. Dat was overigens niet zozeer een bewuste keuze, maar eerder een logische ontwikkeling.
Naarmate je ouder wordt, gaat het wat minder en toen bleek dat ik aanleg had voor de langere afstanden, vond men mij voornamelijk op de weg. Eerst nog de 25 km, toen de marathons. In 1972 zat ik in de trainingsgroep van Aad Steylen en liepen we op tweede kerstdag tijdens de Kangoeroeloop van Prins Hendrik in Vught met een aantal andere jongens, onder wie Henk Kalf als training de 70 km. Wij liepen de langste afstand die er te lopen was, de 27 km, tweemaal en eenmaal de 20 km. Ik was toen niet kapot te krijgen en op het eind hebben Wiesje van Houten en ik nog een sprintje getrokken op de baan in Vught. Het superlangeafstandswerk boeide me toen steeds meer en ik was de eerste Nederlander, die in Nederland zelf een 100 km wedstrijd liep. Daarna is het evenement in Winschoten gekomen.
De superlange afstand was dus meer en meer het werk waar Keizer zich op focuste. Toch kon hij het af en toe niet laten om terug te keren tot zijn oude liefde, de 1500 m. In 1982 was hij druk doende om zich op die afstand voor te bereiden voor de Europese kampioenschappen voor veteranen in Straatsburg, toen de uitnodiging bij hem binnenkwam om opnieuw deel te nemen aan een 100 km-wedstrijd in het voormalige indianenreservaat Yakima, in het noordoosten van de Verenigde Staten. Keizer had die wedstrijd een jaar eerder gewonnen en die zege had indruk gemaakt. Aanvankelijk twijfelde hij, want hij had zich al maanden uitsluitend op het korte werk gericht en kwam in aantal trainingskilometers niet boven de 100 km per week uit. Ten slotte besloot hij toch te gaan. Hij dacht: Zoveel zie ik ook niet van de wereld en dit is de tweede keer dat ik de kans krijg naar Amerika te gaan. Ik probeer er gewoon het beste van te maken. Keizer wist vanuit zijn voorgaande ervaring wat hem te wachten zou staan: 's morgens vroeg de ijspegels aan de daken en 's middags temperaturen van 32 graden. De start was echter al om vijf uur en tegen de tijd dat het warm werd, had hij er al vier uur opzitten. Na 50 km had de Nederlander een voorsprong van acht minuten en toen hij na ruim zeven uur en een kwartier aan de finish kwam, lag hij veertig minuten voor op de tweede van de in totaal 75 atleten.
Eenmaal terug in Nederland hervatte Keizer de sprint- en tempotraining en nog geen twee weken later liep hij op de kunststofbaan Overvecht in Utrecht een 800 m. Zijn tijd: 2.02,9...!

## Persoonlijke records
Baan
| Onderdeel      | Prestatie | Datum             | Plaats    |
| -------------- | --------- | ----------------- | --------- |
| 400 m          | 51,9 s    | 12 juli 1964      | Amsterdam |
| 800 m          | 1.55,3    | 27 september 1964 | Den Haag  |
| 1000 m         | 2.29,3    | 16 juni 1964      | Den Haag  |
| 1500 m         | 3.51,1    | 28 juni 1964      | Opladen   |
| 1 Eng. mijl    | 4.12,2    | 29 augustus 1964  | Leiden    |
| 3000 m         | 8.33,6    | 12 juni 1974      | Amsterdam |
| 5000 m         | 15.09,0   | 24 augustus 1966  | Amsterdam |
| 3000 m steeple | 9.39,0    | 16 juni 1968      | Amsterdam |

Weg
| Onderdeel      | Prestatie | Datum             | Plaats     |
| -------------- | --------- | ----------------- | ---------- |
| 1 uur          | 18.293 m  | 13 oktober 1974   | Leeuwarden |
| 10 km          | 31.00     | 3 mei 1975        | Amsterdam  |
| 10 Eng. mijl   | 51.37     | 18 oktober 1975   | Amsterdam  |
| 20 km          | 1:04.14   | 3 mei 1975        | Amsterdam  |
| halve marathon | 1:08.54,4 | 3 maart 1973      | Den Haag   |
| 30 km          | 1:40.27   | 3 mei 1975        | Amsterdam  |
| marathon       | 2:27.11   | 3 mei 1975        | Amsterdam  |
| 100 km         | 6:53.29   | 13 september 1980 | Winschoten |

## Prestaties

### 800 m
- 1982:  baanwedstrijd Amsterdam - 2.01,8 (beste jaarprest. veteranen)

### 1500 m
- 1964:  Interl. Ned.-België-Mittelrhein te Opladen, Duitsland - 3.51,1 (3e Ned. jaarranglijst)
- 1966:  Open Amsterdamse kamp. - 3.52,3 (9e Ned. jaarranglijst)
- 1982: 7e EK veteranen te Straatsburg - 4.13,49

### 3000 m
- 1969: 6e NK indoor te Amsterdam - 9.07,2

### 5 km
- 1972:  Vestingloop te Edam - 15.54,4

### 10 Eng. mijl
- 1974: 7e 10 EM te Barendregt - 52.42
- 1976:  10 EM te Edam - 53.02,0

### 1 uur
- 1973:  Leeuwarder uurloop - 18.217 m
- 1974:  Leeuwarder uurloop - 18.293 m
- 1975: 5e Leeuwarder uurloop - 18.153 m
- 1976: 4e Leeuwarder uurloop - 17.499 m

### 20 km
- 1974: 20e Zilveren Molenloop te Leiden - 1:08.19
- 1974: Spaanderswoudloop te Hilversum - 1:04.43
- 1974:  20 km te Santpoort - 1:06.05

### 25 km
- 1972: 14e NK te Enschede – 1:26.44,0

### 30 km
- 1974: 8e 30 km van Krommenie - 1:43.54
- 1975: 17e Interl. Duitsland-Zwitserland-Ned. te Berlijn - 1:47.15

### halve marathon
- 1972:  halve marathon in Den Haag - 1:08.54,4
- 1973:  halve marathon van Egmond - 1:14.18
- 1974:  halve marathon van Egmond - 1:16.18
- 1974: 4e halve marathon in Hengelo - 1:11.07,2
- 1975: 4e halve marathon van Egmond - 1:12.05
- 1976: 9e halve marathon van Egmond - 1:15.20
- 1976:  halve marathon van Zaandam - 1:11.52
- 1977: 6e halve marathon van Egmond - 1:11.25
- 1978:  halve marathon van Leeuwarden - 1:10.02,5
- 1979: 16e halve marathon van Egmond
- 1980: 27e halve marathon van Egmond - 1:13.27
- 1982: 55e halve marathon van Egmond, 7e vet. - 1:15.12
- 1983: halve marathon van Egmond, 9e vet.
- 1983: 8e halve marathon van Leiden, 1e vet. - 1:12.07
- 1983:  halve marathon van Castricum
- 1984: halve marathon van Egmond, 5e vet. - 1:15.02
- 2013: 4e M70 halve marathon van Egmond - 1:50.57
- 2019:  M75 halve marathon van Egmond – 2:14.46

### marathon
- 1971: marathon van Antwerpen - 2:39.40
- 1971: 19e marathon van Essen - 2:37.30
- 1972:  Ned. marathon van Antwerpen (5e op de Nederlandse ranglijst) - 2:30.52
- 1973: 12e marathon van Maassluis - 2:35.05
- 1973: 51e marathon van Debno, Polen, nationaal team - 2:46.57
- 1973:  Ned. marathon van Antwerpen - 2:33.35
- 1974: 7e marathon van Apeldoorn - 2:29.08
- 1974: 52e Internationale marathon van Maassluis - 2:53.40,0
- 1974: 5e marathon van Rotterdam, 2e Nederlander - 2:31.51,4
- 1974:  Volksmarathon circuit van Zandvoort - 2:30.04
- 1975: 7e marathon van Amsterdam, 3e Nederlander - 2:27.11
- 1975: 13e marathon van Brussel - 2:30.18
- 1975: 6e marathon van Maastricht - 2:27.28
- 1975: 7e marathon van Rotterdam - 2:33.33
- 1975: 43e marathon van Enschede, 7e Nederlander - 2:39.42
- 1976: 14e marathon van Apeldoorn - 2:39.44
- 1976: 27e marathon van Amsterdam, 16e Nederlander - 2:58.19
- 1976: 10e marathon van Maastricht - 2:30.42
- 1976:  marathon van Sneek - 2:32.30
- 1977: 13e marathon van Apeldoorn - 2:35.54
- 1978: 14e marathon van Apeldoorn - 2:30.31
- 1978:  marathon van Schoorl - 2:36.20
- 1978: 6e marathon van Maassluis - 2:29.52
- 1978: 4e marathon van Athene - 2:43.50
- 1980: 22e marathon van Amsterdam - 2:30.19
- 1981:  marathon van Schoorl - 2:33.21
- 1982:  marathon van Schoorl, 1e vet. - 2:28.21
- 1982: 9e marathon van Zwolle, 1e vet. - 2:36.45
- 1984:  marathon van Schoorl, Nederlandse veteranenkamp. - 2:30.04
- 1984:  marathon van Almere - 2:38.17
- 1984: marathon van Amsterdam, 5e vet. - 2:34.31
- 1988:  vet. marathon Bolsward - 2:41.51
- 1989: 97e marathon van Amsterdam - 2:47.15
- 1991:  vet. II marathon van Leiden - 2:50.21
- 1991:  vet. II marathon van Amsterdam - 2:51.03
- 1992: 11e marathon van Schoorl, 1e vet. II - 2:53.06
- 1992:  vet. II marathon Noordscheschut - 2:56.30
- 1992: marathon van Amsterdam, 3e vet. II - 3:06.00
- 1993: marathon Noordscheschut, 3e vet. II - 3:22.00
- 1996: 11e marathon Afsluitdijk - 3:21.00
- 2012: marathon van Amsterdam, 4e M70, 2e Nederlander - 3:55.19
- 2013: marathon van Amsterdam, 2e M70, 1e Nederlander - 4:12.20

### ultralopen
- 1975: Stavoren - Medemblik, 85 km - 6:11
- 1976: Stavoren - Bolsward - Medemblik, 100 km - 7:28.27
- 1976: 4e RUN van Winschoten, 100 km - 7:30.28
- 1977:  RUN van Winschoten, 100 km, 1e Nederlander - 7:10.41
- 1978:  Schipholloop, 59 km - 3:45.06[3]
- 1978:  RUN van Winschoten, 100 km, 1e Nederlander - 7:06.14
- 1979: 6e Schipholloop, 61 km - 4:19.02
- 1980:  RUN van Winschoten, 100 km, 6e plaats wereldranglijst, 1e Nederlander - 6:53.29
- 1980:  Schipholloop, 61 km - 3:53.12
- 1981:  U.S.A. Yakima Valley, 100 km - 7:12.12
- 1982:  U.S.A. Yakima Valley, 100 km - 7:15.37
- 1982:  Schipholloop, 61 km, 1e vet. - 3:51
- 1987:  vet. RUN van Winschoten, 100 km, 1e Nederlander - 7:54.49
- 1988: 9e Schipholloop, 61 km, 5e vet. - 4:19.23
- 1988:  vet. RUN van Winschoten, 100 km, 1e Nederlander - 7:45.43
- 1990: Sponsorloop voor TV programma Geluk voor 2 ten behoeve van ernstig zieke kinderen: 130 km
- 1991:  vet. II Schipholloop, 61 km - 4:20.35
- 1991: 4e Zestig van Texel, 60 km, 1e vet. - 4:27.01
- 2013: 289e Zestig van Texel, 60 km, oudste deelnemer ooit - 6.36.04

### veldlopen
- 1960: 23e Cross van Le Soir, Brussel junioren, A, 6e Nederlander
- 1963: 66e Cross van Le Soir
- 1964: 78e Cross van Le Soir
- 1965: 221e Cross van Le Soir
- 1966: 53e Cross van Le Soir

### overig
- 1974: 4e Keistadloop te Amersfoort, 19,3 km - 1:04.49
- 1975: 11e City-Pier-City Loop, 14,5 km - 46.13
- 1976:  Vestingloop Edam, 7,5 km - 24.57,2

### halve triatlon
- 1984: 11e halve triatlon van Lelystad, 1e vet. M40 - 5:40.36
- 1984: 16e halve triatlon van Stede Broec - 4:37.33
- 1984: 40e halve triatlon van Nieuwkoop - 4:42.40
- 1984:  halve triatlon van Hardenberg, 1e vet. M40 - 4:44.25

### triatlon
- 1983: 14e Triatlon Almere, 2e vet., 1e Nederlandse vet. - 11:15.10
- 1984: 26e Triatlon Almere, 2e vet., 2e Nederlandse vet. - 10:38.06
- 1984: 315e Ironman Hawaï - 12:19.20,9[4]
- 1984: Nederlands kampioen veteranen Superprestige klassement